# Mark Zemansky
Mark Waldo Zemansky (Bensonhurst, 5 de mayo de 1900-Teaneck, 29 de diciembre de 1981) fue un físico estadounidense. Se desempeñó como profesor de física en el City College de Nueva York durante décadas y es más conocido por ser coautor de University Physics, un libro de texto introductorio de física, junto a Francis Sears. El libro, publicado por primera vez en 1949, se titula "Sears y Zemansky", aunque Hugh Young se convirtió en coautor en 1973.

## Biografía

### Primeros años
Creció en Bensonhurst, Brooklyn, donde su madre, Bessie Cohen Zemansky (1868-1946), ayudó a fundar un templo reformista, y su padre, el Dr. Abraham Philip Zemansky (f. 1932), graduado en 1874 del Colegio de Médicos y Cirujanos de Nueva York, fue uno de los primeros médicos asistentes en el Lebanon Hospital ubicado en Bronx, Nueva York (más tarde fusionado como Bronx-Lebanon Hospital Center).

### Carrera
Se graduó en el City College en 1921 y recibió un doctorado de la Universidad de Columbia en 1927. Su investigación y tesis doctorales se realizaron bajo la supervisión de Harold Worthington Webb (1884-1974)  y su tesis se tituló "La difusión de la radiación de resonancia aprisionada en el vapor de mercurio". Se publicó en la revista Physical Review en 1927. En 1925 se incorporó al cuerpo docente del City College de Nueva York.
Fue miembro del Consejo Nacional de Investigaciones en la Universidad de Princeton de 1928 a 1930, y luego en el Instituto Kaiser Wilhelm en Berlín, Alemania, de 1930 a 1931. Las investigaciones que realizó durante ese tiempo fueron sobre procesos de radiación y colisión de átomos gaseosos.
En 1934, fue coautor con Allan C. G. Mitchell, hijo del astrónomo Samuel Alfred Mitchell, de un tratado fundamental titulado "Radiación de resonancia y átomos excitados". Casi treinta años después, en 1961, con el creciente interés en los fenómenos de resonancia provocado por la invención del láser y el descubrimiento del efecto Mößbauer, el libro se reimprimiría.
A principios de la década de 1940, ayudó a varios científicos a salir de Alemania y llegar a Estados Unidos; en 1941, Zemansky y Rudolf Ladenburg ayudaron a Fritz Reiche y a llegar a Estados Unidos, consiguiéndoles ayuda y puestos académicos.
Desde 1946 a 1956 estuvo asociado con el Laboratorio Criogénico de la Universidad de Columbia, donde colaboró con Henry A. Boorse, experto en física de bajas temperaturas, en la medición de las capacidades térmicas de los metales superconductores y otras investigaciones. Durante este tiempo, ayudó a Chien-Shiung Wu a organizar su innovador experimento, en el que se estableció la violación de la conservación de la paridad en interacciones débiles, que se llevaría a cabo en los laboratorios de baja temperatura de la Oficina Nacional de Normas.
Enseñó durante más de cuatro décadas en el City College de Nueva York hasta 1967, cuando se convirtió en profesor emérito de Física. De 1963 a 1966 fue el primer director ejecutivo del nuevo programa de doctorado en física de la City University.
Fue miembro activo de la Asociación Estadounidense de Profesores de Física y fue su presidente en 1951 y su secretario ejecutivo de 1967 a 1970. Obtuvo la Medalla Oersted en 1956, otorgada por la Asociación Estadounidense de Profesores de Física.

### Fallecimiento
Falleció en su casa de Teaneck, Nueva Jersey, el 29 de diciembre de 1981, por complicaciones de leucemia.

## Vida personal
Su esposa Adele y su familia residieron en Teaneck, Nueva Jersey, hasta el momento de su muerte. Tuvieron dos hijos, Philip Zeman (1939-1979) y Herbert Zeman (nacido en 1944), físico e inventor de dispositivos médicos que se graduó en el Oberlin College en 1965 (licenciatura en Física) y luego en la Universidad Stanford en 1972 (maestría y doctorado en Física).
Su hermano gemelo, Abraham Philip Zemansky Jr. (Colegio de Médicos y Cirujanos de la Universidad de Columbia, '23), murió en 1928 a los 28 años de edad por sepsis después de una operación de mastoides.

## Publicaciones seleccionadas
- Mitchell, Allan CG; Zemansky, Mark W. (1934). Radiación de resonancia y átomos excitados, Cambridge [Eng.] University Press
- Zemansky, Mark W. (1937). Calor y termodinámica: un libro de texto intermedio para estudiantes de física, química e ingeniería (Nueva York) : Compañía editorial McGraw-Hill.
  - Zemansky, Mark W. y Dittman, Richard. (1997). Calor y termodinámica: un libro de texto intermedio (edición: 7). McGraw-Hill.
- Sears, Francis; Zemansky, Mark. (1947–1948). Física universitaria, 2 volúmenes, Cambridge, Mass. : Prensa de Addison-Wesley
- Zemansky, Mark W. (1964). Temperaturas muy bajas y muy altas . Princeton, NJ, publicado para la Comisión de Física Universitaria por D. Van Nostrand Company Inc. (reimpreso por Dover Publications Inc., Nueva York, NY, en 1981) ( copia alternativa del libro completo en línea - Internet Archive )

## Otras fuentes
- Hofstadter, Robert ; Lustig, Harry; Semat, Henry, "Obituario: Mark W. Zemansky", Phys. Hoy 35(3), 73 (1982); doi: 10.1063/1.2914982
- Nierenberg, William Aarón ; Aaserud, Finn (entrevistador), "Entrevista a William Aaron Nierenberg por Finn Aaserud el 6 de febrero de 1986", Biblioteca y Archivos Niels Bohr, Instituto Americano de Física, College Park, MD, EE. UU. Nierenberg menciona a Zemansky muchas veces en esta entrevista.